# فانگچنگگانگ
فانگ‌چِنگ‌گانگ یا فانگچنگانگ (به ژوانگ: Fangzcwngzgangj Si)(به چینی: 防城港市، به پین‌یین: Fángchénggǎng Shì) یک شهر در سطح ولایت در جمهوری خلق چین است که در منطقه خودمختار گوانگشی ژوانگ واقع شده‌است.

## خصوصیات
فانگ‌چِنگ‌گانگ ۶٬۱۸۱ کیلومترمربع مساحت و ۷۱۷٬۹۶۶ نفر جمعیت دارد.
۳۷٪ جمعیت شهر را مردم ژوانگ، ۵۶٪ مردم هان (چینی‌تباران)، ۵٪ مردم یائو، و ۲٪ ویتنامی‌تباران تشکیل می دهند.